# Prostitution au Koweït
La prostitution au Koweït est illégale,, mais courante,. La plupart des prostituées sont des ressortissantes étrangères.
Les forces de l'ordre expulsent généralement les prostituées ou leur font signer un «engagement de bonne conduite» avant leur libération. Ceux qui dirigent des réseaux de prostitution reçoivent normalement des peines de prison. Il y a des allégations selon lesquelles certains policiers auraient reçu des pots-de-vin de teneurs de bordels et les prévenaient des raids à venir.
Différentes nationalités de prostituées et de leurs proxénètes de contrôle ont tendance à être trouvées dans différentes régions. Philippins dans le gouvernorat Ahmadi, Ethiopiens dans le gouvernorat de Hawalli, et Indiens, Sri Lankais et Bangladeshis dans le gouvernorat de Farwaniya et une partie de Salmiya . Les Indiens et les Chinois travaillent dans les centres commerciaux de Salmiya. Il y a aussi des prostituées arabes et européennes dans le pays.
Des bordels sont connus pour exister à Al Jahra, Hawalli, Jleeb Al-Shuyoukh, Salmiya, Fahaheel, Fintas et Jabriya.

## Trafic sexuel
Le Koweït est un pays de destination pour les hommes et les femmes soumis à la prostitution forcée. La loi koweïtienne sur le parrainage - qui lie la résidence légale et le statut d'immigration valide d'un travailleur migrant à un employeur - restreint les mouvements des travailleurs et les pénalise pour avoir quitté les lieux de travail abusivement. Des sources rapportent que les travailleurs domestiques en fuite sont parfois exploités dans la prostitution forcée par des agents ou des criminels, qui manipulent leur statut illégal.
En 2016, le gouvernement a enquêté sur six cas potentiels de trafic sexuel et poursuivi 15 suspects, contre six cas ayant fait l'objet d'une enquête et 20 suspects poursuivis au cours de la période précédente. Sept poursuites engagées depuis 2015 étaient en suspens à la fin de l'année considérée. Le gouvernement a prononcé neuf condamnations, dont un citoyen koweïtien, en vertu de la loi anti-traite, comme l'année précédente; cinq trafiquants accusés ont été acquittés.
Le Bureau de surveillance et de lutte contre la traite des personnes du département d'État des États-Unis classe le Koweït parmi les pays de la « liste de surveillance de niveau 2 ».